# Monastero di Sant'Antonio (Torcello)
Il monastero di Sant'Antonio era un cenobio di benedettini, e poi di benedettine, dell'isola di Torcello. Sorgeva su un isolotto al margine orientale della località, presso il canale tuttora denominato di Sant'Antonio.

## Storia
In un documento del 1216 l'abate di San Giorgio Maggiore concedeva al confratello Tommaso alcuni terreni a Torcello dove avrebbe dovuto costruire un luogo di culto da dedicare a sant'Antonio abate. Il testo ricorda la difficile situazione ambientale dell'area che, periodicamente sommersa dalle maree, sfavoriva le attività umane e l'insediamento, ma d'altra parte l'abate dava a fra Tommaso ampia autonomia e sgravi fiscali affinché vi fosse costruito un complesso monastico. Sulla base di ciò, il monastero doveva essere stato fondato attorno al XIII secolo, periodo di massima diffusione dei cenobi in laguna, anche se altri storici propendono per il IX-X secolo. In un documento del 1217, Tommaso viene citato come prior Sancti Antonii, attestando così la nascita del monastero.

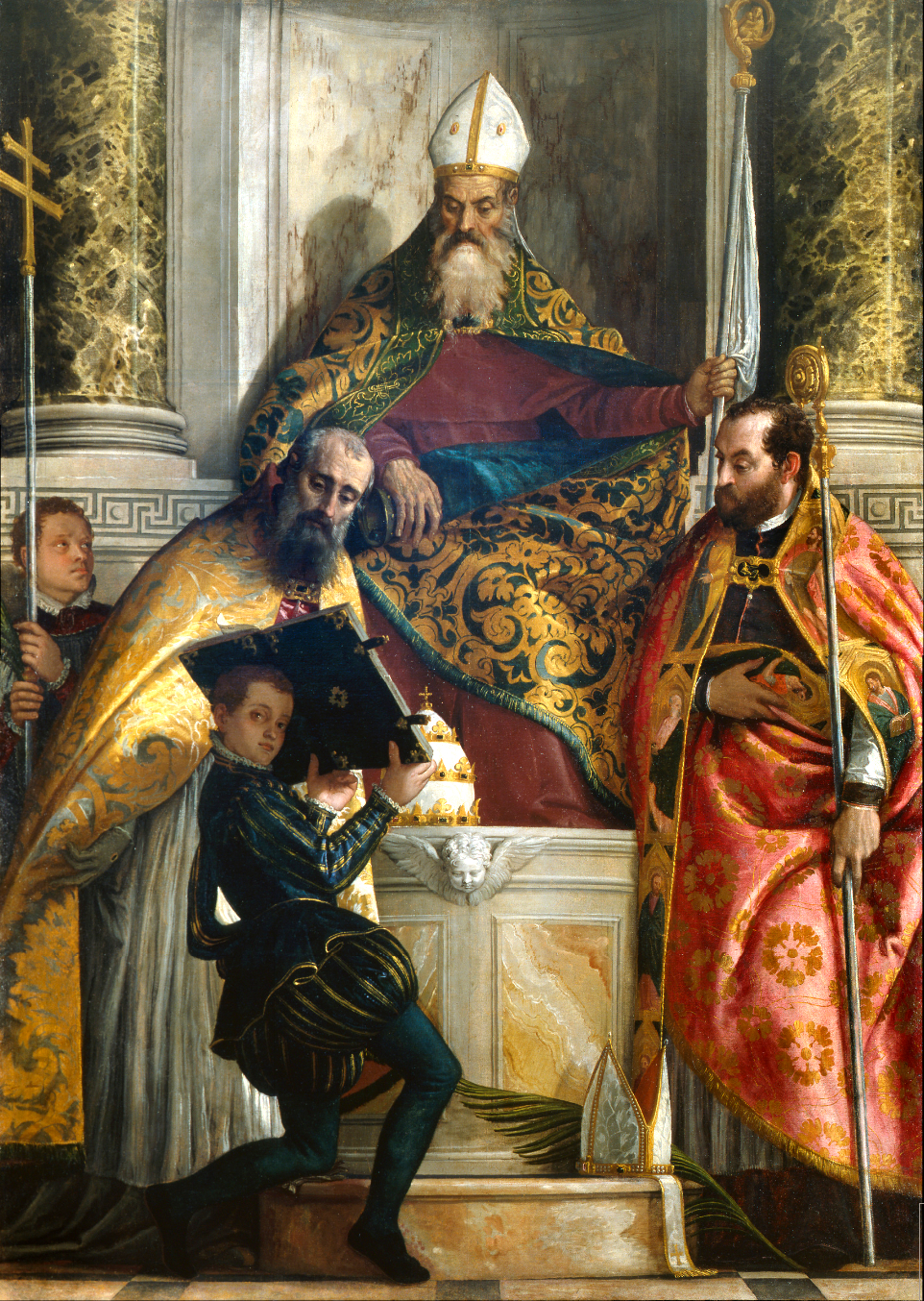
Pala dell'altar maggiore della chiesa: Paolo Veronese, Sant'Antonio abate tra i santi Cornelio e Cipriano, 1565 - 1571, olio su tela, 270 x 180 cm, Milano, Pinacoteca di Brera

Secondo le fonti antiche, dal 1246 l'abbazia ospitò le monache di San Cipriano di Mestre in fuga dalle razzie di Ezzelino e fu sotto la giurisdizione di Santa Maria e Donato di Murano. Le monache trovarono l'edificio in grave stato di degrado, ma il complesso fu più volte restaurato. Le sue proprietà andarono ampliandosi allorché si unirono al monastero altre comunità: Santi Filippo e Giacomo di Ammiana (1367), Santi Giovanni e Paolo di Costanziaco, Santi Marco e Cristina di Ammiana (1432). Da quest'ultima unione, la comunità ereditò il corpo di santa Cristina, oggi conservato a San Francesco della Vigna.
Chiesa e monastero sopravvissero sino alle soppressioni napoleoniche del 1806, quando le monache passarono al monastero di San Matteo di Murano. Il seguente incameramento dei beni portò alla demolizione degli edifici di cui oggi non resta traccia.

## Descrizione
Le descrizioni d'archivio del complesso conventuale si limitano alle puntigliose relazioni delle visite pastorali, e sono piuttosto scarse le documentazioni grafiche. Sono abbastanza doviziose invece le informazioni sulla chiesa.
Dalle relazioni episcopali apprendiamo che, oltre alla principale, esisteva anche un'altra piccola chiesa ad uso esclusivo delle suore in clausura, l'organizzazione con un refettorio, una foresteria e il dormitorio diviso in piccole celle e che i terreno intorno fosse tenuto ad orto, il tutto protetto da alte mura di cinta. Alcuni rilevi per i provveditori marciani ci lasciano interpretare come l'insula fosse staccata dalle altre dell'"arcipelago" torcellano da barene e bracci di laguna, collegato da, forse, due lunghe passerelle o argini verso San Giovanni e verso l'allora cattedrale. Il lato orientale, verso la laguna, presentava solo il retro del complesso su cui spiccava un campanile a base quadrata. Sempre da questa parte erano presenti due accessi via acqua con le loro cavane, una accostata ad una riva a gradini ed un pontiletto, sempre minacciati dell'impaludamento.

### Chiesa di Sant'Antonio Abate
La chiesa era riccamente ornata di dipinti, dispersi dopo la chiusura e la successiva demolizione. La struttura era orientata con l'abside verso est e, invece delle usuali, a quel tempo, tre navate, si presentava ad aula unica (una caratteristica precipua che pare accomunare i conventi monastici della laguna nord), Il portale era preceduto da un portico sostenuto da dieci colonne marmoree. All'interno era presente un barco pensile disposto in controfacciata, e «molto ornata, cogli Altari assai ben disposti; e vi si veggono molte Pitture di valenti uomini».
Al Museo provinciale di Torcello sono esposti alcuni cicli pittorici provenienti dalla chiesa e attribuiti alla scuola del Veronese: le due portelle dell'organo, raffiguranti un'Annunciazione e un'Adorazione dei Magi, cinque monocromi che ornavano il poggio. Vi sono anche quattro delle dieci tele sulla vita di Santa Cristina, altre tre sono oggi sparse tra la Staatsgalerie Stuttgart e l'Accademia Carrara; delle ultime tre non si ha più notizia. Invece proprio di mano di Paolo Veronese è la tela raffigurante Sant'Antonio Abate tra i santi Cornelio e Cipriano, oggi conservata presso la Pinacoteca di Brera. Boschini e Zanetti ricordavano anche due dipinti del Caliari rappresentanti due profeti ai lati del presbiterio, oggi dispersi. Ma nelle stesse guide erano citati numerosi altri dipinti, tutti ora dispersi, attribuiti a Gerolamo Brusaferro, Andrea Schiavone, Sante Peranda, Matteo Ponzone, Bonifacio Veronese e la sua bottega.